# 延熙 (后赵)
延熙（334年）是十六国时期后赵政权后赵海阳王石弘的年号，共计1年。
延熙元年十一月石虎即位沿用，明年改元建武元年。
又《资治通鉴》考异：“《三十国·春秋》‘虎即位，改元永熙’；《大统历》云‘石虎即位，改建平五年为延兴，明年改建武。’”而《三十国春秋》并没有记载石弘改元延熙，故《资治通鉴》考异认为“误云”。“弘既号延熙，虎安肯称永熙？”

## 纪年
| 延熙 | 元年  |
| ---- | ----- |
| 公元 | 334年 |
| 干支 | 甲午  |

## 参看
- 中国年号索引
- 其他时期使用的延熙年号
- 同期存在的其他政权年号
  - 咸和（326年二月-334年）：东晋皇帝晉成帝司馬衍的年号
  - 玉衡（311年-334年）：成汉政权李雄的年号
  - 建兴：前凉政权年号